# Horologion speokites
Horologion speokites är en skalbaggsart som beskrevs av Valentine. Horologion speokites ingår i släktet Horologion och familjen jordlöpare. Inga underarter finns listade i Catalogue of Life.